# Псевдо-Лонгин
Псевдо-Лонгин (греч. Λογγίνος, лат. Longinus) — имя, данное анонимному 
греческому писателю I—III веков н. э., автору трактата по эстетике «О возвышенном» (греч. Περὶ ὕψους), долгое время приписываемого Лонгину.

## Русский перевод
Первый русский перевод трактата назывался «О возвышенном»; был издан в 1803 году и переиздавался в 1826 году.

## История
Долгое время автором трактата по эстетике «О возвышенном» считали Кассия Лонгина, ритора III века. Но итальянский лингвист Джироламо Амати предположил в 1809 году, что автором является Дионисий Галикарнасский. Другие эллинисты приписывали авторство Плутарху, риторам Элию Теону (Aelius Theon), Гермагору и др.

## Содержание
Трактат предназначался для изучающих ораторское искусство; являлся ответом на одноимённое сочинение ритора Цецилия из Калакты. Речь идёт об упадке красноречия и его причинах; поднимаются вопросы эстетики и теории литературы; разбирается понятие возвышенного в природе, обществе и искусстве.

## Влияние
Советская философская энциклопедия упоминает о значительном влиянии трактата Псевдо-Лонгина на эстетику нового времени, особенно классицизма; и называет, в частности, Буало, переведшего трактат на французский язык в 1674 году, Мильтона, Поупа, Винкельмана, Драйдена, как находившихся под его влиянием, а Бёрка, Канта, Чернышевского — как мыслителей, чьи взгляды на возвышенное отражали идеи Псевдо-Лонгина.